# Coleophora multicristatella
Coleophora multicristatella é uma espécie de mariposa do gênero Coleophora pertencente à família Coleophoridae.